# Ana Miranda de Lage
Ana Clara María Miranda de Lage (San Sebastián, 7 de mayo de 1946) es una política socialista española.

## Biografía
En 1975 ingresó tanto en el Partido Socialista Obrero ESpañol (PSOE) como en la Unión General de Trabajadores (UGT). Durante 10 años, de 1979 a 1989, fue secretaria de comunicación del Partido Socialista de Euskadi (PSE-PSOE) (después, con la integración de Euskadiko Ezkerra, PSE-EE). Entre 1990 y 1998 fue miembro de la ejecutiva del PSE-EE y secretaria ejecutiva. Obtuvo escaño en el Parlamento Vasco en las elecciones de 1984 y en las de 1986. Tras el asesinato a manos de los Comandos Autónomos Anticapitalistas de su compañero de partido, Enrique Casas, ocupó en 1984 escaño en el Senado designada por la comunidad autónoma del País Vasco, renovando mandato en 1986, también por la comunidad autónoma. Abandonó en 1987 su escaño como senadora al salir elegida diputada del Parlamento Europeo en las elecciones de 1987, escaño que renovó en las dos convocatorias siguientes (1989 y 1994)
Desde 1987 a 1989 ocupó la Secretaría del Grupo Socialista Español en el Parlamento Europeo, de 1997 a 1999 fue presidenta de la Delegación para las Relaciones con los Países de Sudamérica y MERCOSUR y de 1992 a 1994, vicepresidenta de la Comisión de Peticiones. Durante un breve periodo entre 2003 y 2004, volvió a ser eurodiputada.